# Debiut (album Kaena)
Debiut – czwarty album studyjny polskiego rapera Kaena. Wydawnictwo ukazało się 3 marca 2017 roku nakładem wytwórni muzycznej Prosto. Gościnnie w nagraniach wzięli udział: Kamil Bijoś, Lanberry, Mateusz Krautwurst, Michał Grobelny, Tomasz Torres oraz Sylwia Dynek.
Nagrania dotarły do 12. miejsca zestawienia OLiS.

## Lista utworów
Opracowano na podstawie materiału źródłowego.
| Nr  | Tytuł utworu                                        | Długość |
| --- | --------------------------------------------------- | ------- |
| 1.  | „Kim jestem” (gościnnie Kamil Bijoś)                | 3:07    |
| 2.  | „Victoria”                                          | 3:11    |
| 3.  | „Nie chcę” (gościnnie Lanberry)                     | 3:24    |
| 4.  | „Dziwka”                                            | 3:22    |
| 5.  | „Granice” (gościnnie Mateusz Krautwurst)            | 3:18    |
| 6.  | „Flashback”                                         | 3:29    |
| 7.  | „Zemsty nadszedł czas”                              | 3:58    |
| 8.  | „Szepty” (gościnnie Michał Grobelny, Tomasz Torres) | 4:04    |
| 9.  | „Rejs”                                              | 3:51    |
| 10. | „Edward Mordake”                                    | 4:47    |
| 11. | „Relikt” (gościnnie Lanberry)                       | 3:18    |
| 12. | „Zawleczka” (gościnnie Sylwia Dynek)                | 3:29    |
| 13. | „La la la” (gościnnie Tomasz Torres)                | 3:58    |
|     |                                                     | 47:16   |